# ペニシリンSHOCK
ペニシリンSHOCKは、テレビ埼玉（現・テレ玉）で放送されたロックバンドPENICILLINの情報番組。収録は家庭用ビデオカメラでスタッフが収録。製作はティアーズ音楽事務所。

## 概要
PENICILLINのツアーのプライベート映像や、PV撮影の裏側などをスタッフが家庭用ビデオカメラで収録。
番組冒頭には必ず「この番組はペニシリンスタッフが家庭用ビデオカメラで撮影しています」というテロップが表示された。
現在ではよく見られる家庭用ビデオカメラで撮影されたテレビ番組ではあるが、当時はまだ現在主流であり｢テレビの放送に耐え得る｣といわれる｢DVテープ｣発売以前のアナログ方式によるビデオカメラであり、視聴者ビデオ投稿番組以外で家庭用ビデオカメラが使用されることが無かったため先述のテロップが表示されていた。
また、ツアー中でメンバー多忙の時はPV特集などが多く組まれた。
尚、出演者は千聖、GISHO、O-JIROが主でHAKUEIはほとんどと言っていいほど出演しない。
数回出演した事もあるが、どれも数分程度と短いもので、その理由は、本人曰く「バラエティを見るのは好きだけど、出るのは大嫌い」なのだそうである。
番組の最後にはバンドとメンバーのソロのPVとともにそれぞれの情報が5分近く放送された。

## コーナー
- アブノーマル千聖の俺を越えろ
- GISHOの全国ラーメンMAP

その他、特番として1時間スペシャルが放送されることもありその場合は通常のネット局よりも多い全国のテレビ局で放送された。

## テーマソング
- オープニングテーマ
  - 天使よ目覚めて (PENICILLIN)
  - レッツゴー2000年 (808)
  - CONTROL (808)
- エンディングテーマ
  - MELODY (PENICILLIN)